# Shayda
Pour plus de détails, voir Fiche technique et Distribution.
Shayda est un film dramatique australien écrit et réalisé par Noora Niasari et sorti en 2023.
Cate Blanchett a participé au projet en tant que productrice exécutive. 

## Synopsis
Une jeune femme iranienne, mère d'une fille de 6 ans et vivant en Australie, se sépare de son mari tout en se révoltant contre son mode de vie occidental...

## Fiche technique
- Titre original : Shayda
- Réalisation : Noora Niasari
- Scénario : Noora Niasari
- Photographie : Sherwin Akbarzadeh
- Montage : Elika Rezaee
- Direction artistique : Mandi Bialek-Wester
- Décors : Josephine Wagstaff
- Costumes : Zohie Castellano
- Production : Noora Niasari et Vincent Sheehan
  - Production exécutive : Cate Blanchett, Coco Francini, Caitlin Gold, Naomi McDougall Jones (en), Nivedita Kulkarni, Lindsay Lanzillotta, Lois Scott, Andrew Upton (en) et Mark Woods
  - Production associée : Anwyn Watkins et Keiran Watson-Bonnice
- Sociétés de production : Dirty Films, Screen Australia, The 51 Fund
- Pays de production :  Australie
- Langues originales : anglais et persan
- Format : couleur
- Genre : drame
- Durée : 117 minutes
- Dates de sortie :
  - États-Unis : 19 janvier 2023 (Festival du film de Sundance)
  - Australie : 3 août 2023 (Festival de Melbourne) ; 30 août 2023 (CinefestOZ (en))
  - Suisse : 3 août 2023 (Festival de Locarno)

## Distribution
- Zar Amir Ebrahimi : Shayda
- Mojean Aria (en) : Farhad
- Leah Purcell (en) : Joyce
- Jillian Nguyen (en) : Vi
- Osamah Sami (en) : Hossein
- Rina Mousavi : Elly
- Eve Morey (en) : Lara
- Lucinda Armstrong Hall : Renee
- Eloise Gentle : une cliente du centre-ville
- Luka Sero : Tobias
- Meaghan Fahy : une cliente du centre-ville
- Bev Killick : Cathy
- Justine Jones : le banlieusard
- Aurnab As-Saber : un homme perse
- Selina Zahednia : Mona
- Korab Shasivari : une participante du festival
- Victoria Babatsikos : New Years Eve Party Goer
- Mert Ergec : le passager
- Eliza Hall : une cliente du centre-ville
- Shayan Askari : Parviz

## Distinctions

### Récompense
- Festival du film de Sundance 2023 : prix du public, catégorie « World Cinema - Dramatic »

### Sélections
- Festival du film de Sundance 2023 : en compétition pour le prix du jury
- Festival international du film de Locarno 2023 : en compétition pour le prix du public UBS
- Festival international du film de Melbourne 2023 : en compétition pour le prix « Bright Horizons »